# Johannes Janse Smits
Johannes Jansse Smits (Eindhoven, 14 februari 1742 - Eindhoven, 20 januari 1824) is een voormalig burgemeester van de Nederlandse stad Eindhoven. Smits werd geboren als zoon van Johannes Smits en Johanna Hoecx. Hij was broodbakker en burgemeester van Eindhoven in 1788 en 1789.
Hij trouwde te Blaarthem op 16 oktober 1785 met Petronella Hoeben, weduwe van Gerardus Baselmans en dochter van Arnoldus Hoeben en Johanna Pompen, geboren te Leender Strijp  op 7 januari 1754, overleden in Eindhoven op 10 december 1819. 